# Gorni Marenci
Gorni Marenci (bułg. Горни Маренци) – wieś w środkowej Bułgarii, w obwodzie Gabrowo, w gminie Trjawna. Wieś obecnie jest niezamieszkana.
Przez Gorni Marenci przebiega szlak turystyczny prowadzący do szczytu Bedek.